# Girolles (Yonne)
Girolles település Franciaországban, Yonne megyében. Lakosainak száma 189 fő (2022. január 1.). Girolles Précy-le-Sec, Annay-la-Côte, Annéot, Givry, Sermizelles, Tharot, Vault-de-Lugny és Voutenay-sur-Cure községekkel határos.

## Népesség
A település népességének változása:
| Lakosok száma | 184  | 178  | 182  | 169  | 168  | 167  | 166  | 178  | 189  |
|               | 2013 | 2015 | 2016 | 2017 | 2018 | 2019 | 2020 | 2021 | 2022 |